# Vivere fino in fondo
Vivere fino in fondo (Going All the Way) è un film del 1997 diretto da Mark Pellington, prima opera del regista statunitense.

## Trama
Dopo un'esperienza lontano da casa, il giovane Sonny torna nel suo paese natale, nello Stato americano dell'Indiana, dove trova ad attenderlo l'apprensiva e soffocante mamma e la fidanzata che, però, riesce a regalargli scarse emozioni. L'unica sua fonte di gioia è Gunner, un alcoolizzato ex eroe di guerra. Quando Sonny, oppresso dalla situazione familiare, tenta il suicidio, è Gunner a convincerlo a recedere dal suo proposito ed a proporgli di abbandonare tutto per affrontare il 'viaggio della vita'.